# Globoko, Brežice
Globoko je vas na Bizeljskem gričevju v Občini Brežice. Je sedež krajevne skupnosti, h kateri spada 5 vasi. Cerkvenoupravno spada pod Župnijo Pišece. Razložena središčna vas s cestnim jedrom leži na nizki ilovnati terasi Župelevec–Dečno selo. H Globokem spadajo zaselki Lanišče, Ledina, Zakotnik, ki stojijo na robu obsežnega hrastovega gozda Dobrave. Skozi vas teče potok Gabernica. V okolici je večinoma travnat svet. Ob cesti proti Pišecam, sicer že v sosednji vasi Mali Vrh, se nahaja opuščeni Rudnik Globoko, kjer so nazadnje kopali kremenčev pesek in glino, kopanje lignita pa so leta 1964 opustili. V naselju je tudi več obrtnikov.
Osnovna šola Globoko je bila ustanovljena leta 1882. Prvo poslopje se je nahajalo pri rudniku na bližnjem Malem Vrhu, po požaru pa so leta 1906 pozidali sedanjega v Globokem. Leta 1966 je šola dobila še prizidek. V prosvetnem domu, ki je bil zgrajen leta 1950, ima svoje prostore tudi krajevni urad, vrtec in Prostovoljno gasilsko društvo Globoko, poštni urad pa se je iz njega izselil na lokacijo Kava bara Nataša (Globoko 63 a). Zraven doma se nahaja spomenik 34 padlim borcem in 57 žrtvam nacizma.
23. novembra 2023 je bila odprta novozgrajena kmetijska trgovina Kmečke zadruge Brežice, ki se je iz prejšnje lokacije Globoko 1 preselila na naslov Globoko 4.

## Zgodovina
Globoko se v virih prvič omenja leta 1249.
V začetku novembra 1941 so Nemci izselili 27 družin, nakar so se tu nastanili Kočevarji. 20. marca 1944 so tu partizani napadli in uničili nemško postojanko ter deloma razdejali naprave v rudniku.

## Prebivalstvo
Število prebivalcev po letih:
| Leto        | 1869 | 1880 | 1890 | 1900 | 1910 | 1931 | 1948 | 1953 | 1961 | 1971 | 1981 | 1991 | 2002 |
| ----------- | ---- | ---- | ---- | ---- | ---- | ---- | ---- | ---- | ---- | ---- | ---- | ---- | ---- |
| Prebivalcev | 263  | 284  | 325  | 338  | 381  | 392  | 346  | 378  | 365  | 360  | 348  | 332  | 301  |

## Društva in skupine
- Društvo Harmonija (društvo upokojencev)
- Društvo invalidov-pododbor Globoko
- Društvo izgnancev Slovenije 1941-1945
- Društvo Katana (društvo borilnih veščin)
- Krajevna organizacija Združenja borcev za vrednote NOB Globoko
- Lovska družina Globoko (s sedežem Piršenbreg 18 b)
- Pevci iz Globokega (ljudski pevci)
- Prostovoljno gasilsko društvo Globoko
- Športno društvo Globoko
- Turistično društvo Globoko
- Vokalna skupina Barbara (ženski pevski zbor)